# Karl Haushofer
Karl Ernst Haushofer (Monaco di Baviera, 27 agosto 1869 – Pähl, 13 marzo 1946) è stato un generale, politologo, geografo e storico tedesco.
È stato il principale ideatore del concetto di Lebensraum (spazio vitale), adottato poi da Adolf Hitler per motivare la strategia di espansione territoriale della Germania nazista.

## Biografia

### Gli studi e l'ingresso nell'esercito
Karl Haushofer nacque in una famiglia di artisti e studiosi. Suo padre era Max Haushofer, professore di economia, e sua madre si chiamava Adele Fraas. Dopo aver terminato gli studi al Gymnasium di Monaco, pensava di intraprendere la carriera accademica, ma il servizio militare nell'esercito di Baviera gli sembrò così interessante che finì istruttore dell'accademia militare.
Nel 1887 entrò nel 1º Reggimento artiglieria da campagna “Prinzregent Luitpold“, terminò la scuola militare bavarese (Kriegsschule), l'accademia dell'artiglieria (Artillerieschule) e l'accademia militare (Kriegsakademie). L'8 luglio 1896 sposò Martha Mayer Doss, d'origini ebraiche, dalla quale ebbe due figli: Albrecht (nato nel 1903) e Heinz (nato nel 1906). Haushofer continuò la sua carriera militare in servizio nell'esercito imperiale tedesco passando allo Stato maggiore nel 1899. Nel 1903 cominciò l'insegnamento all'accademia militare bavarese.

### Il Giappone e l'Oriente
Nel 1908 venne inviato a Tokyo per studiare l'esercito del Giappone e per consigliarlo come istruttore dell'artiglieria. Questo ruolo cambiò il corso della sua vita e fu l'inizio del suo amore per l'Oriente. Durante i quattro anni successivi viaggiò per l'Estremo Oriente, aggiungendo il coreano, il giapponese e il cinese al suo repertorio di lingue: russo, francese e inglese.
Haushofer fu addetto militare in Giappone dal 1909 al 1910. Durante le sue molteplici visite, conobbe numerosi politici e aprì i canali per una diplomazia informale che portò i suoi frutti solo più tardi (il Giappone sul momento si alleò con l'Impero britannico, nonostante guadagnasse piccoli preziosi benefici dall'appoggio tedesco, che alla fine della Prima guerra mondiale porteranno alla cessione della sovranità della Micronesia dalla Germania, potenza estera della  regione, al Giappone).
Il 19 novembre 1909 fu presentato all'imperatore Mutsushito ed alla sua sposa, Haruko.
Haushofer, anche dopo il suo soggiorno in Estremo Oriente, fu sempre vicino alle posizioni politiche giapponesi; comprendeva, infatti, l'importanza degli obiettivi della politica estera nipponica che si basavano da una parte sull'importanza del controllo della Manciuria, poiché il Giappone, privo di estese aree agricole, aveva la necessità di acquisire terre coltivabili, e dall'altra sul controllo delle coste cinesi in modo da controllare il commercio del petrolio, materia prima essenziale per lo sviluppo dell'industria nipponica.
Karl Haushofer fu un allievo devoto di Arthur Schopenhauer e durante il suo soggiorno nell'Estremo Oriente fu introdotto agli insegnamenti esoterici orientali. Divenne competente tanto da tradurre parecchi testi indù e buddisti e si trasformò in un'autorità nel misticismo orientale. Haushofer studiò la filosofia orientale e le ideologie politiche di quei Paesi, tra cui India, Tibet e Giappone. In particolare l'aveva interessato una tribù ariana da lungo estinta, che era vissuta nella zona indio-iraniana. Haushofer trasferì questo suo interesse per le ideologie giapponesi ad altri capi nazisti, tra i quali Heinrich Himmler, il quale potrebbe aver tenuto presente l'idea dei Samurai giapponesi all'atto della creazione delle SS. Nel rientrare in Germania, Haushofer percorse la Transiberiana, potendo così rendersi conto degli immensi spazi eurasiatici. Nel periodo 1911-1913 lavorò per il dottorato in filosofia dell'università di Monaco con la tesi Dai Nihon, Betrachtungen über Groß-Japans Wehrkraft, Weltstellung und Zukunft. Nel 1913 diede alle stampe un'opera di notevole successo, in cui raccontava le sue esperienze orientali: Dai Nihon ("Il Grande Giappone").

### La prima guerra mondiale
Nell'aprile del 1913 cominciò a seguire i corsi di geografia (di cui avrebbe conseguito poi il dottorato) presso l'Università di Monaco. Durante la prima guerra mondiale, chiamato alle armi, combatté in Lorena, Piccardia, Galizia, Alsazia, Champagne, Carpazi ed infine ancora in Alsazia. Con lo scoppio della Prima guerra mondiale l'autore intraprende l'opera di teorizzazione di una geografia difensiva, tanto che dal 1916 diventa un geopolitico, formato dalle opere di Kjellén e di Ratzel. Il suo pensiero sulla geografia difensiva si basa sulla convinzione che la Germania soffra l'assenza di teorici dell'argomento, a differenza di quanto succede nel Regno Unito, più attenta alla diffusione del senso di appartenenza all'Impero. Nelle sue parole è sempre presente un sentimento di avversione verso gli Stati Uniti d'America e il Regno Unito, colpevoli di voler soffocare la libertà dei “tre grandi popoli del futuro” (Russi, Tedeschi e Giapponesi).
Dopo l'armistizio è nominato comandante della 1ª Brigata di artiglieria bavarese.

### Tra le due guerre

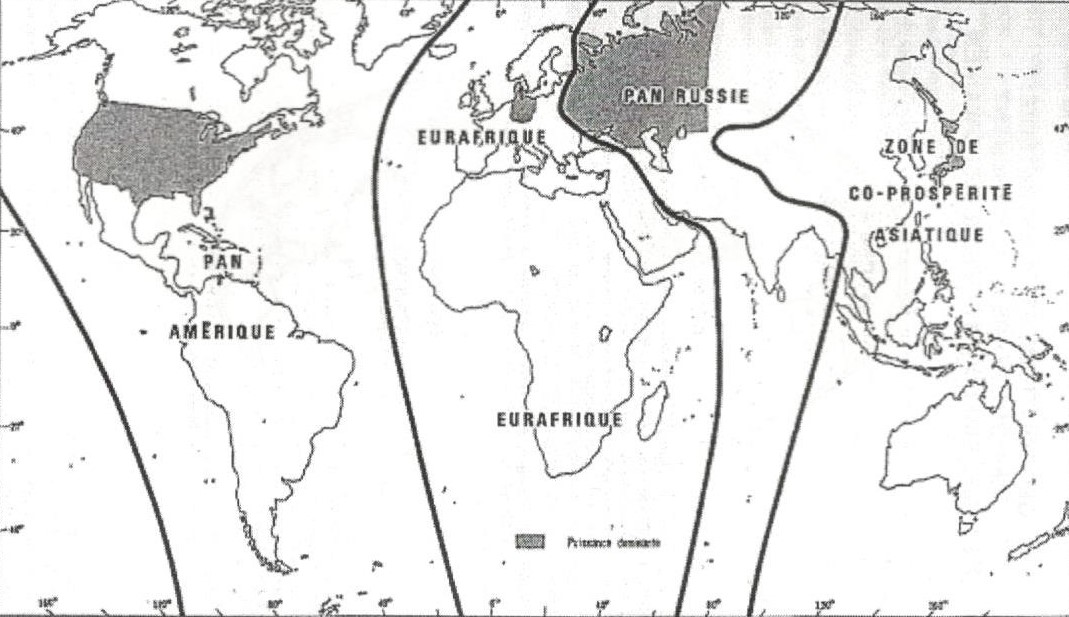
Divisione del mondo in accordo con la dottrina dei grandi spazi di Haushofer.

Durante la Prima guerra mondiale, prestò servizio come generale dell'esercito tedesco. Nel 1918, rientrato a Berlino, fondò qui la Società Vril, una consorteria segreta per vari aspetti assimilabile alla Società Thule. La Società Vril sosteneva che la razza ariana sarebbe nata nell'Asia centrale e da lì si sarebbe diffusa migrando in Europa.

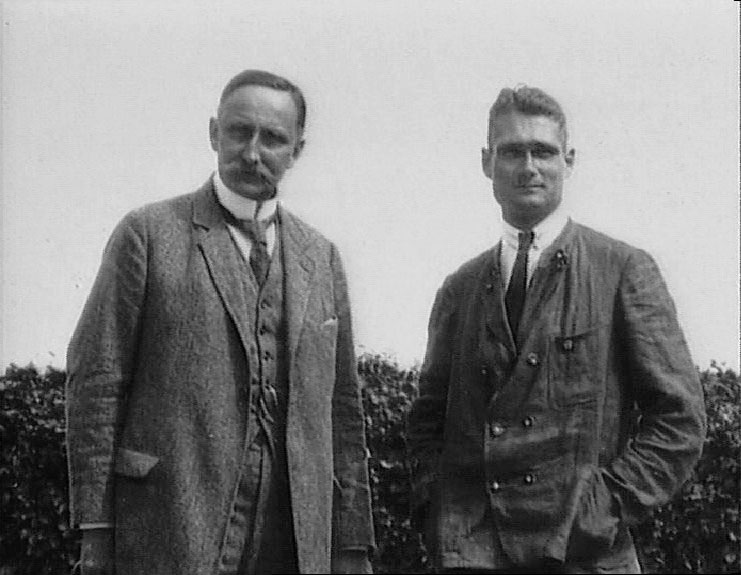
Karl Haushofer con l'allievo Rudolf Hess.

Terminata la guerra, Haushofer si iscrisse nuovamente all'università e, presentando una tesi sui mari interni del Giappone, nel 1919 viene nominato professore di geografia all'Istituto di Geopolitica presso l'Università Ludwig-Maximilians di Monaco. Tornare all'università significava per il geopolitologo tentare di creare una nuova classe diplomatica pronta a revisionare gli errori del Trattato di Versailles, che, secondo le parole dell'autore tedesco, aveva portato alla cancellazione della Germania come soggetto della storia. Il 4 aprile 1919 fece conoscenza con Rudolf Hess, suo studente, che sarebbe diventato suo intimo amico e avrebbe tenuto al riparo sua moglie e i figli dalle Leggi di Norimberga.
Fallito il colpo di Stato nel 1923 alla birreria di Monaco, Hitler fu imprigionato a Landsberg. Hess fuggì in Austria e poi si consegnò alle autorità per ritrovare Hitler, che aiutò a scrivere il Mein Kampf. Hess aveva presentato Haushofer a Hitler, quando questi si trovava in prigione, e Haushofer incontrò Hitler molte volte in seguito, durante la prigionia di quest'ultimo a Landsberg.
La teoria della Società Vril sarà la base del disegno di Hitler, divenuto cancelliere nel 1933, di conquistare l'Europa dell'Est, la Russia e l'Asia Centrale, i territori attraversati dalla migrazione del popolo ariano migliaia d'anni prima. La chiave del potere sarebbe arrivata dal ritrovamento dei discendenti degli ariani in Asia centrale, custodi del Vril. L'altro obiettivo, teorizzato sempre da Haushofer, era quello di dare alla Germania uno spazio vitale (Lebensraum)  nell'Europa dell'Est.
Nel gennaio 1924 uscì il primo numero di "Zeitschrift für Geopolitik" ("Rivista di Geopolitica"), importante pubblicazione da lui fondata che ebbe ampio rilievo nella Germania del suo tempo. Inoltre, fondò un'associazione per la tutela delle minoranze tedesche all'estero, la Verein für das Deutschtum im Ausland. Tra il 1923 ed il 1925 organizzò i lavori per la fondazione della Accademia tedesca. Nel corso degli anni venti Haushofer incontrò numerose personalità della cultura, del mondo militare e della politica, tra cui Oswald Spengler, Erich Ludendorff, Alfred von Tirpitz, Adolf Hitler, Konrad Adenauer, Stefan Zweig e Richard Nikolaus di Coudenhove-Kalergi.
Nel 1930 Haushofer divenne membro della American Geographical Society , e negli anni seguenti tenne conferenze in diversi paesi europei, tra cui l'Italia. Il 10 marzo 1933 una squadraccia nazista perquisì casa sua in cerca di armi, ma l'intervento personale di Hess mise al sicuro lui e i suoi figli, che avevano nel frattempo intrapreso la carriera universitaria. Dal 1934 al 1937 Haushofer fu presidente della Accademia Tedesca. Anche nel corso degli anni trenta egli s'incontrò con diversi personaggi celebri: Subhas Chandra Bose, Hans Kohn, Gyula Gömbös de Jákfa, Pio XI e Wilhelm Canaris.

### La seconda guerra mondiale
Haushofer non vide di buon occhio la nuova guerra mondiale, in particolare l'invasione dell'Unione Sovietica. Inoltre, quando nel 1941 Rudolf Hess lasciò la Germania per il Regno Unito, rimase privo di protettori altolocati e la moglie rischiò di venire perseguitata dalle Leggi di Norimberga, essendo in parte di origine ebraica. Per effetto del fallito attentato a Hitler del 20 luglio 1944, suo figlio Albrecht, diplomatico di carriera e membro della congiura, fu arrestato nel dicembre 1944 e internato in una prigione di Moabit, a Berlino; l'intera famiglia finì nel mirino della Gestapo e Haushofer fu deportato a Dachau. Il figlio Albrecht non vide la fine della guerra, poiché fu giustiziato dalle SS il 23 aprile, pochi giorni prima che l'Armata Rossa irrompesse nelle strade della capitale.
Terminato il conflitto, Karl Haushofer fu interrogato dagli ufficiali statunitensi, tra cui il professore Edmund A. Walsh, in vista di una possibile incriminazione nel processo di Norimberga per crimini di guerra; nonostante Walsh stesso l'avesse scagionato dalle accuse, il 21 novembre 1945 un decreto delle autorità di occupazione statunitensi gli revocò il titolo di professore onorario e il diritto alla pensione. Disperati e ridotti alla miseria, la notte tra il 12 e il 13 marzo 1946, Karl Haushofer, dopo aver ucciso la moglie Martha con dell'arsenico, si inflisse il suicido.

### Albrecht Haushofer
Il figlio Albrecht Haushofer (1903-1945) fu anch'egli studioso di geopolitica, poeta e drammaturgo e prese parte alla resistenza tedesca. Il 20 luglio 1944 fu accusato di aver partecipato al fallito attentato contro Hitler. Arrestato, fu assassinato dai nazisti nella prigione nel distretto di Moabit, a Berlino. Furono pubblicati postumi i Moabiter Sonette, chiamati così per il nome del carcere berlinese in cui Haushofer li scrisse. Postuma uscì anche la commedia Chinesische Legende (Leggenda cinese, 1939). Compose anche alcuni drammi ambientati nella Roma classica: Scipio (1934), Sylla (1938) e Augustus (1939).

### Il pensiero geo-politico
Il pensiero di Haushofer negli anni '20 si forma attraverso l'opera del generale del Regno Unito e geo-politologo Halford Mackinder, che considerava la politica internazionale come un conflitto permanente tra le potenze continentali e quelle marittime. Per Haushofer le potenze marittime (la Francia, il Regno Unito e gli Stati Uniti d'America) avevano costruito una sorta di “anello” per soffocare le potenze continentali; l'unica potenza che si era allontanata dal sistema era il Giappone che cercava di rafforzare la propria posizione sia come potenza marittima nel Pacifico, che come potenza continentale estendendo il suo controllo sul territorio cinese. L'unico modo per liberarsi da quest'anello è la creazione di “un'alleanza di difesa dalla pressione” da parte di Turchia, Russia, Afghanistan e India (la Germania non ne faceva parte perché non più soggetto della storia). Le potenze marittime si ergono come custodi dello status quo e non permettono l'emancipazione dei popoli, non solo attraverso il colonialismo inglese e francese, ma anche tramite l'ideologia wilsoniana che, nonostante parlasse di emancipazione dei popoli, in realtà comprometteva seriamente “il diritto classico dei popoli”, come affermava il giurista Carl Schmitt.
Nonostante la maggior attenzione verso le potenze continentali abbia favorito la nascita di una simpatia dell'autore verso la situazione cinese, molto simile al caso tedesco, lo stesso autore appoggerà il Giappone dopo che il Paese dal 1931 incomincerà un'offensiva vera e propria all'interno del territorio cinese. Il Giappone sembrava, infatti, essere garante di una maggiore stabilità nella regione orientale che era scossa dalla diffusione da una parte delle teorie pan-asiatiche, che si fondano su uno spirito di coesione tra tutti i popoli asiatici, e dall'altra di quelle pan-pacifiche, che seguono l'ideale di un'unione dei popoli che si affacciano sull'Oceano Pacifico. Secondo Haushofer lo scontro tra le due teorie derivava dalla scelta statunitense di utilizzare l'idea pan-pacifica per arginare la possibile crescita della potenza sovietica e di quella cinese, mentre l'autore era più incline a sostenere la visione panasiatica.

## Opere
- Dai Nihon. Betrachtungen über Groß-Japans Wehrkraft und Zukunft (1913).
- Der deutsche Anteil an der geographischen Erschließung Japans und des subjapanisches Erdraums und deren Förderung durch den Einfluß von Krieg und Wehrpolitik (1914).
- Grundeinrichtungen in der geographischen Entwicklung des Japanischen Reiches (1919).
- Das Japanische Reich in seiner geographischen Entwicklung in Dr. Grothe, Angewandte Geographie (1921).
- Ostasien, Japanisches Reich, Mandschurei in E. Banse, Lexicon der Geographie(1923).
- Südostasiens Wiederaufstieg zur Selbstbestimmung in K.A. von Müller e O. Westphal, Geopolitik der Selbstbestimmung (1923).
- Japan und die Japaner: Eine Landeskunde (1923).
- Wehrhaftigkeit (1924).
- Geopolitik des Pazifischen Ozeans (Geopolitica dell'oceano Pacifico, 1925 I, 1928 II, 1937 III).
- Politische Erdkunde und Geopolitik in A. von Drigalski, Freie Wege vergleichender Erdkunde (1925).
- Grenzen in ihrer geographischen und politischen Bedeutung (I confini nel loro significato geografico e politico, 1927 I, 1939 II).
- Das Japanische Reich in "Gerbing, Erbbild der Gegenwart" (1927).
- Bausteine zur Geopolitik (con Lautensach, Maull e Obst) (1927).
- Der Rhein, sein Lebensraum, sein Schicksal (1928).
- Großmächte vor und nach dem Weltkrieg (di Rudolf Kjellén, a cura di K. Haushofer) (1930).
- Japans Reichserneuerung (1930).
- Geopolitik der Panideen (1931).
- Deutschlands Weg an der Zeitenwende (1931).
- Jenseits der Großmächte (opera collettiva) (1932).
- Wehr-Geopolitik (1932).
- Mutsuhito, Kaiser von Japan (1933).
- Japans Werdegang als Weltmacht und Empire (Lo sviluppo del Giappone come potenza mondiale e impero, 1933).
- Napoleon I (1934).
- Der nationalsozialistische Gedanke in der Welt (L'idea nazionalsocialista nel mondo, 1934).
- Kitchener (1934).
- Wehrwille als Volksziel (1934).
- Foch (1935).
- Weltpolitik von heute (1934 I, 1935 II, 1937 III).
- Raumüberwindende Mächte (opera collettiva) (1934).
- Geopolitische Grundlagen des N.S. Staates (1935).
- Geopolitik in "Handbuch der neuzeitlichen Wehrwissenschaften" (1936).
- Welt in Gärung (con Gustav Fochler-Hauke) (1936).
- Weltmeere und Weltmächte (1937).
- Alt-Japan (1937).
- Probleme der Weltpolitik in Wort und Bild (con Gustav Fochler-Hauke) (1939).
- Deutsche Kulturpolitik im Indopazifischen Raum (La politica culturale tedesca nell'area indo-pacifica, 1939).
- Das Werden des deutschen Volkes von der Vielfalt der Stämme zur Einheit der Nation (con Hans Roeseler) (1939).
- Erdenmacht und Völkerschicksal (antologia di testi di Friedrich Ratzel a cura di K. Haushofer) (1940).
- Japan baut sein Reich (1941).
- Der Kontinentalblock. Mitteleuropa, Eurasien, Japan (1941).
- Japans Kulturpolitik (1944).

### In italiano
- Karl Haushofer, Il Giappone costruisce il suo impero, Edizioni all'Insegna del Veltro, Parma 1999.
- Karl Haushofer, Italia, Germania e Giappone, Edizioni all'Insegna del Veltro, Parma 2004.
- Karl Haushofer, Lo sviluppo dell'idea imperiale nipponica, Edizioni all'Insegna del Veltro, Parma 2004.
- Karl Haushofer, Geopolitica delle Pan-Idee, Nuove Idee, Roma 2006.